# Vereinigte Zwietracht der wechselnden Saiten
Vereinigte Zwietracht der wechselnden Saiten (BWV 207) ist eine weltliche Kantate von Johann Sebastian Bach, die erstmals am 11. Dezember 1726 in Leipzig aufgeführt wurde.

## Geschichte und Text
Bach schrieb mehrere Werke für Feierlichkeiten der Universität Leipzig, Festmusiken zu Leipziger Universitätsfeiern. Er komponierte diese Kantate, um die Ernennung von Gottlieb Kortte zum Professor für römisches Recht zu feiern. Der Librettist des Werkes ist nicht bekannt, möglicherweise war es Christian Friedrich Henrici (auch als Picander bekannt) der mindestens seit dem Jahr zuvor Libretti für Bach geschrieben hatte, als er an der Kantate Zerreißet, zersprenget, zertrümmert die Gruft, BWV 205 mitgearbeitet hatte.
Für den Eröffnungschor bezog Bach Musik aus seinem 1. Brandenburgischen Konzert ein, das Jahre zuvor komponiert worden war. Der dritte Satz des Konzerts wurde verwendet, wobei die Trompeten die Hörner des Konzerts ersetzen sowie ein Teil der Instrumentalmusik vom Chor übernommen wird.
Bach führte die Uraufführung am 11. Dezember 1726 an. Die Kantate wurde zur Grundlage eines ähnlichen Werkes, Auf, schmetternde Töne der muntern Trompeten, BWV 207.2.

## Besetzung und Aufbau
Bach strukturierte die Kantate in zehn Sätzen, beginnend mit einem instrumentalen Marsch. Er schrieb sie für vier Solisten, die allegorische Figuren repräsentieren: Glück (Sopran), Dankbarkeit (Alt), Fleiß (Tenor) und Ehre (Bass). Die Kantate enthält einen vierteiligen Chor für die Sätze, die eine Abfolge von Rezitativen und Arien beinhalten. Die Kantate ist festlich besetzt, mit Trompeten, Pauken, zwei Querflöten, zwei Oboe d’amores, einer Taille, zwei Violinen, einer Bratsche und dem Generalbass.
1. Marsch
2. Chorus: Vereinigte Zwietracht der wechselnden Saiten
3. Rezitativ (Tenor): Wen treibt ein edler Trieb zu dem, was Ehre heißt
4. Arie (Tenor): Zieht euren Fuß nur nicht zurücke
5. Rezitativ (Duett aus Bass and Sopran): Dem nur allein
6. Arie (Duett aus Bass und Sopran) und Ritornell: Den soll mein Lorbeer schützend decken
7. Rezitativ (Alt): Es ist kein leeres Wort, kein ohne Grund erregtes Hoffen
8. Arie (Alt): Ätzet dieses Angedenken
9. Rezitativ (SATB): Ihr Schläfrigen, herbei
10. Chorus: Kortte lebe, Kortte blühe

## Aufnahmen
- Berliner Solisten, Kammerorchester Berlin, Peter Schreier, Berlin Classics, 1985
- Collegium Vocale Gent, Philippe Herreweghe. J.S. Bach: Tönet, ihr Pauken!. Harmonia Mundi France, 2004
- Leipziger Universitätschor / Pauliner Barockensemble, David Timm. J. S. Bach: Festmusiken zu Leipziger Universitätsfeiern. Querstand, 2009
- Bach Collegium Japan, Masaaki Suzuki. J. S. Bach: Secular Cantatas, Vol. 9. BIS, 2017.

## Ähnliche Musik
Es wurden verschiedene Versuche unternommen, den Schlusschor durch Adaptionen mit einem anderen Text für allgemeinere Anlässe geeignet zu machen. In deutscher Sprache veröffentlichte der Carus-Verlag 2008 eine Fassung „Lob und Preis dem Herrn / Festlicher Schlussang zum Gottesdienst“, herausgegeben von Karl Kremer und mit Bachs Besetzung. Eine Fassung „Jauchzet, Lobet“ mit einem Mittelteil, der sich auf Weihnachten oder Ostern und Pfingsten bezieht, wurde für Chor und Orgel adaptiert.